# Мухаммед Саєд
Мухаммед Саєд аль-Везаре Марагеї (перс. محمد ساعد مراغهای; 28 квітня 1881 — 1 листопада 1973) — іранський політик і дипломат, міністр закордонних справ і двічі прем'єр-міністр країни.

## Життєпис
Народився в місті Мераге, що в Іранському Азербайджані. Дитинство та юність він провів на Південному Кавказі, навчався в Тифлісі, Петербурзі, а потім — у Швейцарії. 1918 року був перським консулом у Баку, залишивши опис березневого кровопролиття).
У червні 1941 року Саєд очолював посольство Ірану в Москві, коли до СРСР вторглись німецькі війська, і за дорученням шаха заявив про цілковитий нейтралітет своєї держави. Це, однак, не допомогло Ірану уникнути окупації Ірану силами країн антигітлерівської коаліції. В процесі тієї окупації, в квітні 1944 року, Саєд (на той час очолював міністерство закордонних справ) зайняв пост прем'єр-міністра, але залишався на ньому недовго. В той період уряд співпрацював з представниками британських та американських фірм у питаннях надання концесій на розвідку й видобуток нафти, але в листопаді 1944 року прем'єр несподівано зайняв жорстку позицію в аналогічних перемовинах з радянськими дипломатами. У відповідь радянська сторона розгорнула дипломатичну атаку, метою якої став Саєд, звинувачений у сприянні «ворожим профашистським елементам», що саботують постачання продукції країн-союзниць в СРСР через Іран. За умов зовнішньо- та внутрішньополітичного тиску Саєд був змушений подати у відставку.
У листопаді 1948 року меджліс знову обрав Саєда на пост глави уряду. Хоч спочатку Саєду вдалось мобілізувати підтримку впливових фракцій та прийняти в парламенті — вперше за кілька років — бюджет на наступний рік, надалі уряд був змушений лавірувати між очікуваннями шаха й численними прибічниками екс-прем'єра Кавама. Під час перебування Саєда на посту прем'єр-міністра, 4 лютого 1949 року, член Народної партії здійснив замах на життя шаха Мохаммеда Рези, після чого партію було заборонено.
Новий кабінет Саєда, як і попередній, був змушений зосередитись на питаннях іноземних нафтових концесій. У березні 1949 року Саєд зажадав від керівництва British Petroleum передачі Ірану половини прибутків від видобутку іранської нафти, аналогічно до раніше укладених угод з Венесуелою, та впродовж наступних кількох місяців було вироблено угоду, що дозволяло збільшити долю Ірану в дивідендах. До того моменту, однак, стало зрозуміло, що уряд не має достатньої більшості в парламенті для укладення навіть такої, більш вигідної, угоди через зростання підтримки ідеї про націоналізацію нафтових ресурсів, і були оголошені нові вибори. Саєд повторно вийшов у відставку за кілька днів після початку роботи 16-го скликання меджлісу, де знову сформувалась надто сильна опозиція нафтовим концесіям.